# سوزوكي فرونتي
سوزوكي فرونتي تحمل مكانة فريدة في تاريخ السيارات اليابانية، حيث تمثل سيارة مدمجة وكفءة لعبت دورًا كبيرًا في المشهد السياراتي للبلاد.

## تاريخها وأهميتها
تم طرحها لأول مرة في عام 1962 من قبل شركة سوزوكي موتور كوربوريشن، وظهرت الفرونتي في فترة من النمو الاقتصادي السريع وزيادة الطلب على حلول النقل الميسورة التكلفة في اليابان.

## معنى اسمها
اسم "فرونتي" نشأ من الكلمة الإيطالية التي تعني "الحدود"، مما يعكس طموح سوزوكي لدفع حدود تصميم وأداء السيارات الصغيرة. في جوهرها، تم تصميم الفرونتي كسيارة مدينة، مثالية للتنقل في شوارع المدن الزحمة في اليابان والأزقة الضيقة بينما توفر كفاءة الوقود المقبولة والملاءمة العملية.

## تصميمها وخصائصها
في نسخها الأولية، كانت السيارة السوزوكي فرونتي تتميز بتصميم مدمج وخفيف الوزن، مع محرك صغير السعة عادةً يتراوح بين 360 سم مكعب إلى 550 سم مكعب. غالبًا ما كانت هذه المحركات مقترنة بناقل حركة يدوي، مما يوفر للسائقين تجربة قيادة سريعة الاستجابة ورشيقة تناسب ظروف القيادة في المدينة. على الرغم من حجمها المتواضع، فإن الفرونتي كانت تتمتع بمستوى مفاجئ من المساحة الداخلية، مما جعلها خيارًا عمليًا للتنقل اليومي والمهام الحضرية.

## تطورها عبر الزمن
مع استمرار سوزوكي في تطوير الفرونتي على مر السنين، واجهت تغييرات لتلبية احتياجات المستهلكين المتغيرة والمتطلبات التنظيمية.

## تحسينات تشمل
- زيادة سعة المحرك.
- تحسين كفاءة استهلاك الوقود.
- تحسين ميزات السلامة.
- تحسين الأداء العام.
- إضافة محركات أكثر قوة.

## تنوعها لتلبية احتياجات مختلفة
تميزت سوزوكي فرونتي بقدرتها على التكيف مع فئات السوق واحتياجات المستهلكين المختلفة.

## من أهم المتغيرات
- فرونتي كوبيه: نمط أكثر رياضية.
- فرونتي هاتش: مزايا عملية بشكل أفضل.[3]

كانت إحدى السمات الأكثر بروزًا للسوزوكي فرونتي هي قدرتها على التكيف مع فئات السوق واحتياجات المستهلكين المختلفة. في حين كانت الفرونتي الأصلية تستهدف بشكل أساسي السائقين في المدن الذين يحتاجون إلى ميزانية محدودة، قدمت سوزوكي لاحقًا متغيرات مثل فرونتي كوبيه وفرونتي هاتش، لتلبية احتياجات العملاء الذين يسعون للحصول على أنماط أكثر رياضية ومزايا عملية بشكل أفضل، على التوالي.
تعود شعبية السوزوكي فرونتي الدائمة إلى تكلفتها المنخفضة وموثوقيتها واستخدامها الفعّال للمساحة. جعلت أبعادها المدمجة من السهل التنقل بها في شوارع المدن المزدحمة والمواقف الضيقة، بينما جذبت خيارات المحركات الاقتصادية المستهلكين الذين يهتمون بالتكلفة. بالإضافة إلى ذلك، ساهمت سمعة سوزوكي في بناء سيارات متينة وموثوقة في تعزيز قبول الفرونتي بين السائقين في اليابان وخارجها.
على مر العقود، وقد طرأت السوزوكي فرونتي مكانتها ككلاسيكية محبوبة بين هواة السيارات والمجمعين. يضمن التصميم الخالد لها، إلى جانب دورها في تحقيق ملكية السيارات في اليابان، أن تستمر الفرونتي في أخذ مكانة خاصة في تاريخ السيارات لسنوات قادمة.